# Uy Viễn
Uy Viễn (chữ Hán giản thể: 威远县) là một huyện thuộc địa cấp thị Nội Giang, tỉnh Tứ Xuyên, Cộng hòa Nhân dân Trung Hoa. Huyện này có diện tích 1289 ki-lô-mét vuông, dân số năm 2002 là 750.000 người. Mã số bưu chính là 642400. Về mặt hành chính, huyện này được chia thành 20 trấn: Nghiêm Lăng,Trấn Tây, Liên Giới, Tân Trường, Hướng Nghĩa, Giới Bài, Đông Liên, Tĩnh Hòa, Tân Điếm, Long Hội, Cao Thạch, Sơn Vương, Khánh Vệ, Việt Khê, Lưỡng Hà, Oản Hán, Hoàng Kinh Câu, Tiểu Hà, Phố Tử Loan, Quan Âm Than.